# Мананников
Мана́нников (рос. Мананников) — хутір у складі Октябрського району Оренбурзької області, Росія.

## Населення
Населення — 6 осіб (2010; 15 у 2002).
Національний склад (станом на 2002 рік):
- казахи — 100 %